# Edward Bach
Ten artykuł opisuje teorie, metody lub czynności niezgodne ze współczesną wiedzą medyczną.
Edward Bach (ur. 24 września 1886 w Moseley niedaleko Birmingham, zm. 27 listopada 1936 w Wallingford) – angielski lekarz, patolog, bakteriolog, twórca metody pseudoterapeutycznej znanej obecnie pod nazwą terapii kwiatowej Bacha. Zajmował się również sporządzaniem preparatów pseudoleczniczych z nozodów jelitowych czyli preparatach bazujących na mikrobiocie ludzkiego układu pokarmowego, obecnej w kale lub wymiocinach osób chorych.  Bach wyizolował i opisał 7 nowych bakterii obecnych w ludzkich wydzielinach w przewlekłych stanach chorobowych jelitowo-żołądkowych.

## Życiorys
Był synem właściciela odlewni mosiądzu. Dorastał w Birmingham. Szkołę medyczną ukończył w 1912 roku i podjął pracę w szpitalu. W międzyczasie poszerzał swoją wiedzę z immunologii, bakteriologii i wakcynologii. Zbadał florę bakteryjną jelita grubego i stwierdził, że pewne mikroorganizmy jelitowe (bakterie Gram-ujemne, niefermentujące laktozy) pojawiają się lub zwiększają swoją liczebność podczas przewlekłej choroby. Bach wyizolował te bakterie z kału osób chorych i opisał je. Zostały nazwane nosodami jelitowymi. Początkowo były stosowane u pacjentów w postaci auto-szczepionek do leczenia pewnych chorób przewlekłych, zaś później były stosowane w postaci homeopatycznej.
W 1917 przeszedł poważną chorobę krwotoczną, a w następnym roku zrezygnował z pracy w szpitalu na skutek zmian administracyjnych. W 1919 roku przyjął stanowisko bakteriologa i patologa w londyńskim szpitalu homeopatycznym gdzie próbował stosować homeopatię. Jego jelitowe nosody były stosowane zarówno przez homeopatów jak i osoby zajmujące się izopatią. W 1930 roku Bach całkowicie odrzucił metody homeopatyczne, uznając je za nieskuteczne, zrezygnował z pracy w szpitalu homeopatycznym i zakończył prace badawcze nad nosodami jelitowymi (również z powodu nieskuteczności).
Był współautorem (razem z Charlesem Wheelerem) pracy pt. Chronic Disease, a working hypothesis, wydanej w 1925 roku, w której zwrócono uwagę na pozytywny wpływ diety zawierającej surowe składniki na przebieg choroby nowotworowej. Bach doszedł także do wniosku, że dieta decydowała o pH jelit, a tym samym o liczebności bakterii jelitowych. Zalecał spożywanie surowych, a nie ugotowanych, warzyw, owoców, orzechów i ziaren zbóż oraz unikanie przetworzonej żywności. Uważał, że oznaką zdrowych jelit jest bladożółty, bezzapachowy stolec.
Wiosną 1930 roku wyjechał z Londynu do Walii, aby całkowicie poświęcić się odkrywaniu nowego systemu leczenia, opartego na kwiatowych medykamentach roślinnych, którymi zainteresował się już dwa lata wcześniej. Założył, że wybór leczenia będzie opierał się na wskazówkach psychologicznych i pominął objawy fizyczne. Według niego, to brak harmonii pomiędzy nieśmiertelnym duchem a śmiertelnym ciałem prowadził do choroby, a prawdziwe wyleczenie miało następować poprzez uleczenie ducha.

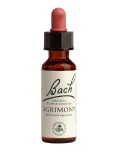
Buteleczka z jedną z esencji kwiatowych Bacha

W roku 1935 opisał esencje kwiatowe bazujące na 38 roślinach kwiatowych do leczenia zaburzonych emocji i osobowości. Opracował także sposób przygotowywania tych esencji kwiatowych. Twierdził, że poprawienie stanu umysłowego i emocjonalnego pociągnie za sobą uzdrowienie ciała.
Napisał i opublikował kilka prac związanych z terapią esencjami kwiatowymi i swoimi poglądami na temat zdrowia i choroby, m.in. Heal Thyself, Free Thyself i The Twalve Healers and Other Remedies.
Julian Barnard określił sposób, w który Bach wyszukiwał swoje kwiatowe leki mianem „współczującego rezonansu” pomiędzy pacjentem, w którego stan umysłowo-emocjonalny Bach się wczuwał, a rośliną, która niwelowała ten stan umysłowo-emocjonalny, zastępując go uczuciem spokoju i wewnętrznej harmonii, gdy przykładał do niej swoją rękę. Z czasem nabrał doświadczenia w wyszukiwaniu roślin o takich właściwościach.
Według Nory Weeks – jego współpracownicy – Bach całymi godzinami dokonywał wnikliwych obserwacji roślin, które rosły nad brzegiem rzeki. W pozostawionych po sobie zapiskach nie wyjaśnił dokładnie, w jaki sposób wykorzystywał poczynione przez siebie obserwacje.
Niewiele wiadomo na temat życia prywatnego Bacha. Nora Weeks pominęła w jego biografii fakt, że miał żonę i rodzinę. Niewiele napisała o nim samym. Wiadomo, że lubił pracować w samotności, nie lubił stałych godzin pracy, ani wszelkich innych reguł czy regulaminów. Był osobą pełną energii, pewną siebie, impulsywną, zdecydowaną, o silnych przekonaniach i szybko podejmującą decyzje. Według innych osób, które znały go osobiście był obdarzony błyskotliwym i oryginalnym umysłem, człowiekiem odważnym, altruistycznym i szczodrym, ale także szybko wpadał w złość i drażniła go ślamazarność u innych ludzi. Był obdarzony intuicją, a być może nawet umiejętnością jasnowidzenia.

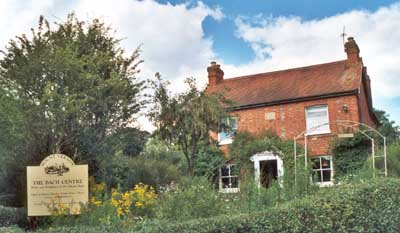
Dom Edwarda Bacha w Sotwell

Zmarł w wieku 50 lat w 1936 roku na zawał serca. Został pochowany na cmentarzu w Sotwell. Cztery lata później, w 1940 roku w Londynie, ukazało się pierwsze wydanie jego biografii pt. The Medical Discoveries of Edward Bach, którą napisała jego asystentka Nora Weeks. W latach 50. XX wieku Nora Weeks rozpoczęła wydawanie broszury The Bach Centre Newsletter, która miała na celu popularyzowanie kwiatowych medykamentów Bacha; aktualnie dostępna w wersji elektronicznej.
We wsi Sotwell, w domu, w którym mieszkał Bach, znajduje się obecnie The Bach Centre. Można zwiedzić pokój, w którym udzielał konsultacji medycznych, obejrzeć ogród, w którym rośnie wiele z 38 roślin Bacha, a w słoneczny wiosenny lub letni poranek zobaczyć, jak w ogrodzie wykonywane są nalewki-matki do sporządzania kwiatowych esencji Bacha.

## Poglądy Edwarda Bacha
Edward Bach uważał, że chorobę można wyleczyć i niepotrzebna była do tego wiedza medyczna, a sama choroba nie stanowiła konsekwencji czegokolwiek materialnego. Najważniejszy według niego był sposób, w który pacjent reagował na chorobę, a nie sama choroba, albowiem umysł był według niego najwrażliwszą częścią ciała ludzkiego i to właśnie umysł wskazywał, jakiego lekarstwa potrzeba. Wybór właściwego medykamentu opierał na uczuciach, takich jak: strach, depresja, powątpiewanie, niezdecydowanie, beznadziejność, rozdrażnienie, pragnienie towarzystwa lub samotności, które wpływały na pacjenta za sprawą choroby. Uważał, że każdy człowiek ma w sobie nieśmiertelną „iskrę boskości”, której rozniecenie prowadziło do wzrostu poczucia szczęścia, wewnętrznego spokoju, zdrowia, radości i zadowolenia w życiu. Zdaniem Bacha, to właśnie wybrane zioła miały przynosić ulgę cierpiącym poprzez pocieszenie, złagodzenie oraz uwolnienie od trosk i lęków, lecząc nie tylko ciała, ale także przybliżając ludzkie życie i charaktery do atrybutów naszej „boskości”. Czas trwania choroby (dzień czy długie lata) nie odgrywał roli w przypadku kuracji „boskimi ziołami”. Wyleczenie następowało poprzez usunięcie nastroju lub nastrojów pacjenta, które uniemożliwiały mu szczęśliwe i radosne życie.
Podsumowując, Bach w poszukiwaniu właściwego medykamentu skoncentrował się na osobie (jej stanie umysłu i emocji), a nie na zewnętrznych objawach choroby.

## Prace Edwarda Bacha
Zostały opublikowane następujące prace, których autorem był Edward Bach:
- Heal Thyself (1931)
- Free Thyself (1932)
- The Twalve Healers and Other Remedies (1933)
- Ye Suffer from Yourselves (1931)
- Wallingford lecture (publiczny wykład w 1936 roku z okazji 50. urodzin Bacha)
- Masonic lecture (1936)